# Aree naturali protette della Tunisia
La rete delle aree naturali potette della Tunisia comprende 17 parchi nazionali, 41 zone umide di importanza internazionale (siti Ramsar) e numerose riserve naturali e faunistiche, per una superficie complessiva di 12.284 km², pari al 7,9% della superficie totale del Paese.

## Parchi nazionali

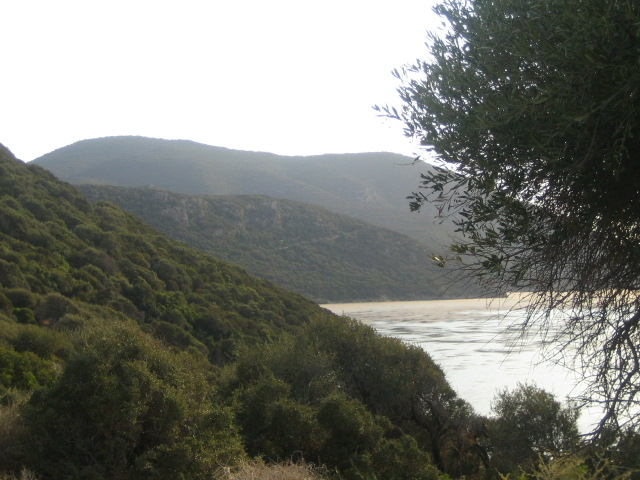
Parco nazionale di Ichkeul

- Parco nazionale di Djebel Zaghdoud 35°58′12″N 9°48′00″E
- Parco nazionale di El Feija 36°30′N 8°20′E
- Parco nazionale di Boukornine 36°41′17″N 10°23′18″E
- Parco nazionale di Ichkeul 37°10′N 9°40′E
- Parco nazionale di Djebel Orbata 34°22′50″N 9°03′23″E
- Parco nazionale di Senghar-Jabess
- Parco nazionale di Chambi 35°11′12.69″N 8°38′10.52″E
- Parco nazionale di Sidi Toui 32°48′00″N 11°22′00″E
- Parco nazionale di Dghoumès 34°04′12″N 8°30′40″E
- Parco nazionale di Djebel Serj 35°56′12.01″N 9°32′58.99″E
- Parco nazionale di Djebel Zaghouan 36°21′07″N 10°06′43″E
- Parco nazionale di Jbil 33°14′N 9°26′E
- Parco nazionale delle isole Zembra e Zembretta 37°07′39″N 10°48′23″E
- Parco nazionale di Bouhedma 34°28′37″N 9°37′29″E
- Parco nazionale di Djebel Chitana-Cap Négro 37°06′14″N 8°58′51″E
- Parco nazionale di Djebel Mghilla 35°24′53″N 9°12′56″E
- Parco nazionale di Oued Zen 36°52′43″N 8°54′13″E

## Zone umide
- Ain Dahab 35°53′N 9°28′E
- Bahiret el Bibane 33°15′N 11°15′E
- Diga di Sidi el Barrak 37°00′41″N 9°01′18″E
- Diga di Sidi Saad 35°22′N 9°40′E
- Diga di Lebna 36°45′N 10°54′E
- Diga di Merguellil 35°33′57″N 9°44′19″E
- Diga di Mlaabi 36°49′44″N 10°59′07″E
- Diga di Oued El Hajar 36°50′N 11°02′E
- Diga di Oued Ermal 36°20′56″N 10°20′55″E

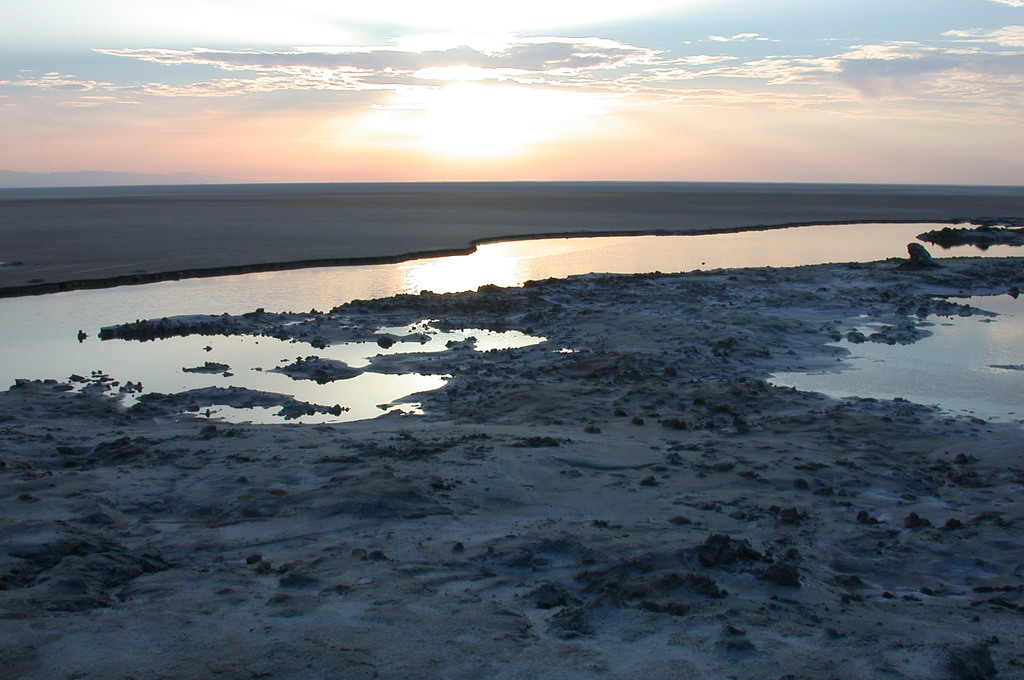
Chott el Jerid

- Diga di Sidi Abdelmoneem 36°51′31″N 10°56′00″E
- Chott el Jerid 33°42′N 8°24′E
- Chott Elguetar 34°17′25″N 8°54′49″E
- Complesso delle zone umide della Diga di Ghdir El Goulla e della Diga El Mornaguia (Al Mornaguia) 36°46′42″N 10°02′16″E
- Complesso delle zone umide di Sebkhet Oum Ez-Zessar e Sebkhet El Grine 33°39′N 10°31′E
- Complesso delle zone umide di Chott el Guetayate e Sebkhet Dhreia e Oueds Akarit, Rekhama e Meleh 34°06′59″N 10°01′47″E
- Complesso del Lago di Tunisi 10°49′N 10°14′E

- Djerba Bin El Ouedian 33°40′N 10°55′E
- Djerba Guellala 33°42′N 10°44′E
- Djerba Ras Rmel 33°52′N 10°54′E
- Garaet Sidi Mansour 34°14′N 9°29′E
- Golfo di Boughrara 33°28′N 10°45′E
- Isole Kerkennah 34°47′25″N 11°14′54″E
- Isole Kneiss 34°22′N 10°20′E
- Lago Ichkeul 37°10′N 9°40′E

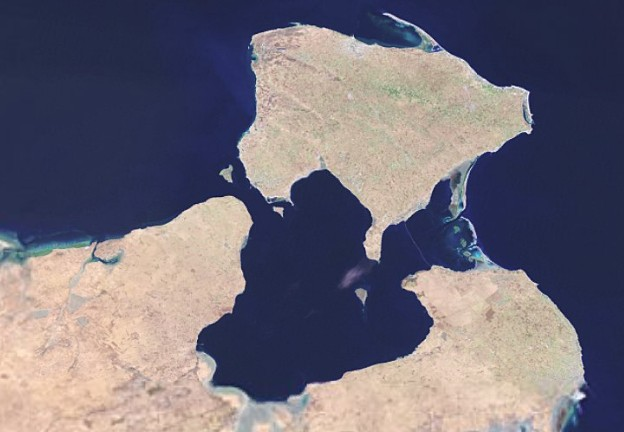
Immagine satellitare del golfo di Boughrara

- Lago e torbiera di Mejen Ech Chitan 37°09′N 9°06′E
- Laguna di Ghar al Milh e Delta del Mejerda 37°06′N 10°11′E
- Lagune di Capo Bon orientale 36°33′N 10°51′E
- Gole di Selja 34°23′37″N 8°20′36″E
- Torbiere di Dar Fatma 36°48′N 8°46′E
- Palude d'acqua dolce Garaet Douza 34°28′N 8°29′E
- Oued Dekouk 32°09′N 10°32′E
- Riserva naturale di Saddine 36°05′25″N 8°30′47″E

- Saline di Monastir 35°45′N 10°46′E
- Saline di Thyna 34°39′N 10°43′E

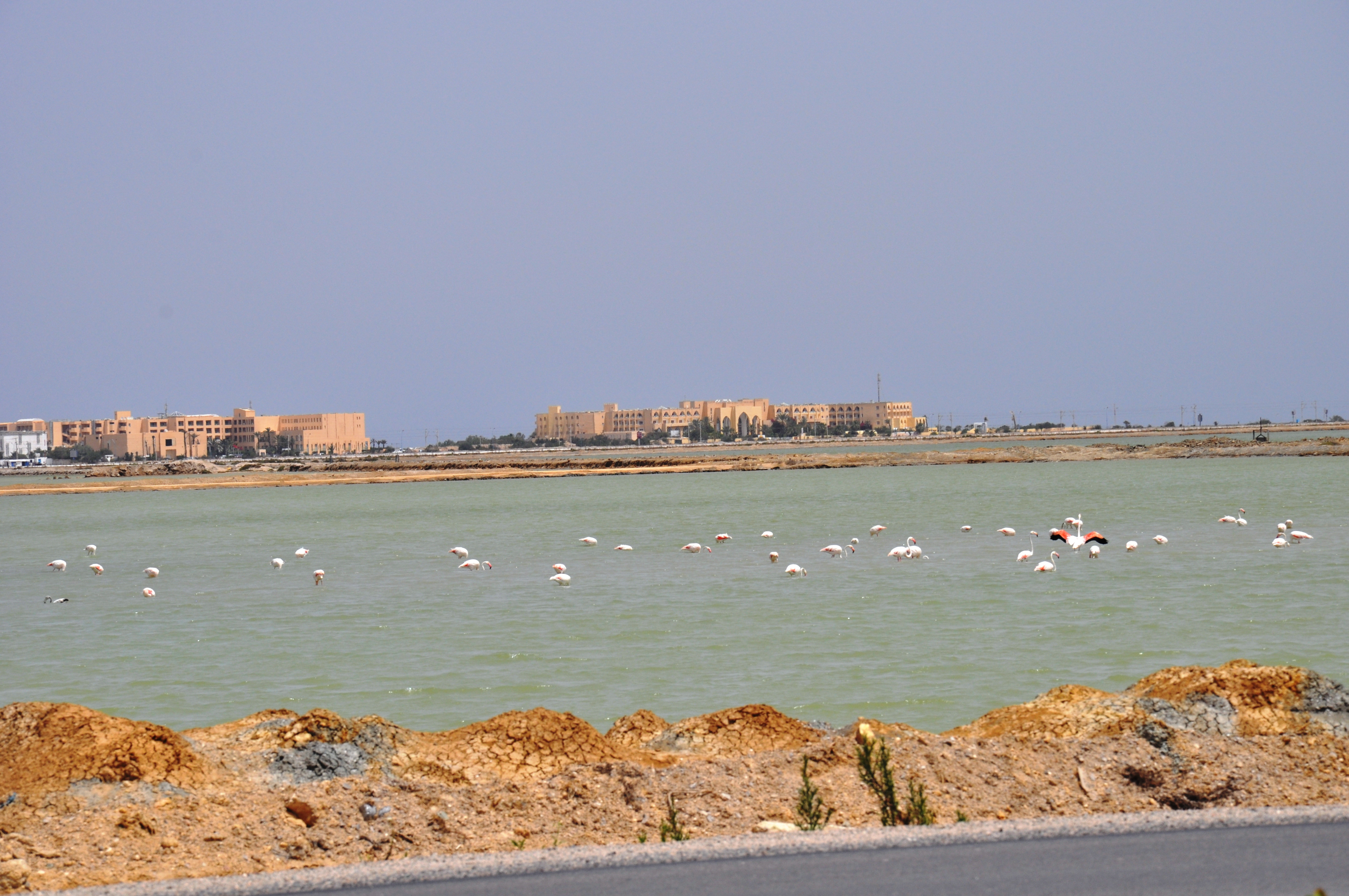
Saline di Monastir

- Sebkhet Halk Elmanzel e Oued Essed 35°59′23″N 10°30′10″E
- Sebkhet Kelbia 35°50′N 10°15′E
- Sebkhet Noual 34°25′N 9°45′E
- Sebkhet Sejoumi 36°45′N 10°09′E
- Sebkhet Sidi Elhani 35°34′N 10°24′E
- Sebkhet Soliman 36°43′N 10°29′E
- Zone umide dell'oasi di Kébili 33°30′N 8°55′E

## Riserve naturali
- Archipel De La Galite  Nature Reserve

- Dj. Bent Hmed Nature Reserve

- Dj. Rihana/ Dj. Gouleb Nature Reserve

- Kef Erraai Nature Reserve

- Khechem El Kelb Nature Reserve

- Djebel Ousselat Nature Reserve

- Tourbiere Dar Fatma Nature Reserve

- Aïn Chrichira Nature Reserve

- Îles Chîkly Nature Reserve

- Aïn Zena Nature Reserve

- Bassin versant O. Gabes Nature Reserve

- Jardin botanique de Tunis Nature Reserve

- Djebel Marchana Nature Reserve

- Kneiss iles Nature Reserve

- Dj. Ghorra Nature Reserve

- Djebel Serj Nature Reserve

- Djebel Touati Nature Reserve

- Ettella Nature Reserve

- Oued Dkouk Nature Reserve

- Lac Bizerte Nature Reserve

- Djebel Khroufa Nature Reserve

- Al Gounna Nature Reserve

- Jebel Hammamet Nature Reserve

- Mejen Djebel Chitane - lac et tourbière Nature Reserve

- Thelja Nature Reserve

- Chott el Fedjadj Nature Reserve

- Djebel Bouramli Nature Reserve

- Dj. Saddine Nature Reserve

- Mellègue Dj.Essif Nature Reserve

- Nefta oasis Nature Reserve

## Riserve faunistiche
- Dar Chichou Faunal Reserve
- M'hibeus Faunal Reserve
- Orbata Faunal Reserve
- Ain Baccouch Faunal Reserve
- Jenein-oued Ouni Bird Reserve
- Grotte de Chauve souris d'El Haouaria Bird Reserve